# Bruno Renard (général)
Pour les articles homonymes, voir Bruno Renard et Renard (homonymie).
Bruno Renard, né à Tournai le 15 avril 1804 et mort à Bruxelles le 3 juillet 1879, est un général, historien militaire et ministre de la Guerre belge dans des gouvernements libéraux.

## Biographie
Bruno Jean-Baptiste Joseph Renard est le fils de l'architecte tournaisien Bruno Renard (1781-1861) et de Jeanne Landrin. Il était marié à Octavie Cantinjou et est le père du lieutenant-général Bruno Renard (1834-1901), commandant de l'École de guerre.
Il fait ses études secondaires à Tournai avant de s'inscrire à la Faculté des sciences de l'Université de Gand où il obtient le titre de docteur en sciences en 1827. En janvier 1827, il devient conducteur des mines. Avec le déclenchement de la révolution belge lors de l'insurrection de 1830 dans les Pays-Bas méridionaux, enthousiasmé par les idées libérales, il prend la tête d'un corps franc de volontaires et participe aux combats de la guerre belgo-néerlandaise qui s'en suit. Il s'engage dans la jeune armée belge et est nommé capitaine d'état-major dès octobre 1830.
À côté de ses occupations militaires, il se passionne pour l'histoire de la Belgique et écrit plusieurs ouvrages où il s'efforce notamment de trouver une origine commune aux Flamands et aux Wallons. En septembre 1853, il est nommé aide de camp du roi Léopold Ier et général-major en 1854.
En mars 1863, il est promu lieutenant-général d'infanterie, grade le plus élevé dans la hiérarchie militaire belge. Nommé ministre de la Guerre en janvier 1868 dans le gouvernement libéral Frère-Orban I, il réorganise l'artillerie, crée des compagnies spéciales du génie et accroît les effectifs de l'armée pour faire face à la menace d'une agression française en vue de la guerre franco-allemande de 1870. Il quitte son poste en juin 1870 à la chute du gouvernement Frère-Orban I. En novembre 1870, il prend sa retraite de l'armée et est nommé inspecteur général de la garde civique.
En juin 1878, il est rappelé au poste de ministre de la Guerre dans le gouvernement Frère-Orban II et décède en juillet 1879 d'une crise de goutte alors qu'il est encore à ce poste.
Bien introduit dans la franc-maçonnerie, il est également grand maître du Grand Orient de Belgique et grand maître du Conseil suprême du Rite écossais ancien et accepté (chapitre de la loge Les Vrais Amis de l'union et du progrès réunis). Il est par ailleurs le quatrième grand-maître de la Société des agathopèdes sous le nom de Firadel le léopard, de 1849 à 1853. Une médaille est réalisée en 1850 par Laurent Hart pour son intronisation.
À la suite de son décès à Bruxelles le 3 juillet 1879, il reçoit des funérailles avec les honneurs militaires et est inhumé au cimetière d'Evere.

## Sa carrière
- 1830 - 1831 : volontaire de la révolution belge.
- 1854 - 1863 : chef d'état-major de l'armée belge.
- 1863 - 1866 : commandant de la deuxième division territoriale.
- 1866 : commandant de la quatrième division territoriale.
- 1868 - 1870 : ministre de la Guerre.
- 1870 : chef d'état-major de l'armée belge d'observation envoyée, sous les ordres du lieutenant-général baron  Chazal à la frontière sud-est pour surveiller les mouvements des troupes prussiennes durant la guerre franco allemande.
- 1870 - 1878 : inspecteur général de la garde civique.
- 1878 - 1879 : ministre de la Guerre.

## Distinctions
Les distinctions suivantes lui ont été décernées:
- Grand officier de l'ordre de Léopold (en 1870).
- Croix de fer (Belgique).
- Officier de la Légion d'honneur.
- Grand cordon de l'ordre de l'Épée (Suède).
- Grand cordon de l'ordre de Sainte-Anne de Russie.
- Commandeur de l'ordre du Christ du Portugal.
- Commandeur de l'ordre du Faucon blanc de Saxe-Weimar.
- Commandeur de l'ordre de la Couronne de fer (Autriche).
- Commandeur de l'ordre impérial de Léopold (Autriche).
- Chevalier de l'ordre de l'Aigle rouge de Prusse.

## Publications
- Bruno Renard, Histoire politique et militaire de la Belgique, Bruxelles, 1847